# Indiana Pacers 1975-1976
La stagione 1975-76 degli Indiana Pacers fu la 9ª e ultima nella ABA per la franchigia.
Gli Indiana Pacers arrivarono quinti nella regular season con un record di 39-45. Nei play-off persero al primo turno con i Kentucky Colonels (2-1).

## Roster
| N° | Naz.                   | Ruolo | Sportivo        | Anno | Alt. | Peso |
| -- | ---------------------- | ----- | --------------- | ---- | ---- | ---- |
| 1  | Stati Uniti (bandiera) | G     | Bo Lamar        | 1951 | 185  | 82   |
| 5  | Stati Uniti (bandiera) | A     | Travis Grant    | 1950 | 201  | 98   |
| 10 | Stati Uniti (bandiera) | G     | Don Buse        | 1950 | 193  | 86   |
| 11 | Stati Uniti (bandiera) | G     | Billy Keller    | 1947 | 178  | 80   |
| 20 | Stati Uniti (bandiera) | AC    | Darnell Hillman | 1949 | 206  | 98   |
| 22 | Stati Uniti (bandiera) | G     | Nate Barnett    | 1953 | 191  | 79   |
| 24 | Stati Uniti (bandiera) | AC    | Bob Netolicky   | 1942 | 206  | 100  |
| 24 | Stati Uniti (bandiera) | AC    | Dave Robisch    | 1949 | 208  | 107  |
| 25 | Stati Uniti (bandiera) | GA    | Billy Knight    | 1952 | 198  | 88   |
| 32 | Stati Uniti (bandiera) | AC    | Dan Roundfield  | 1953 | 203  | 93   |
| 34 | Stati Uniti (bandiera) | A     | Charles Jordan  | 1954 | 203  | 100  |
| 41 | Stati Uniti (bandiera) | AC    | Len Elmore      | 1952 | 206  | 100  |
| 42 | Stati Uniti (bandiera) | A     | Ed Manning      | 1944 | 201  | 95   |
| 42 | Stati Uniti (bandiera) | AC    | Tom Owens       | 1949 | 208  | 98   |
| 44 | Stati Uniti (bandiera) | G     | Mike Flynn      | 1953 | 188  | 82   |

## Staff tecnico
- Allenatore: Slick Leonard
- Vice-allenatore: Jerry Oliver
- Preparatore atletico: David Craig